# Круглова, Александра Евгеньевна
Алекса́ндра Евге́ньевна Кругло́ва (род. 28 ноября 1995, Москва, более известна как Саша Круглова) — российская певица, музыкант, автор собственных песен, ведущая. Принимала участие в седьмом сезоне шоу «Голос. Перезагрузка».

## Биография
Саша Круглова родилась 28 ноября 1995 года в Москве. Мама — экономист-финансист. Отец — инженер. Также у Саши есть брат Леонид — программист.
Окончила школу 297, где принимала участие в съёмках Ералаша. Окончила музыкальную школу имени Скрябина по классу балалайки и Российскую академию музыки имени Гнесиных (факультет музыкального искусства эстрады, кафедра эстрадно-джазового пения). В 11 лет выиграла конкурс В. Я. Шаинского. В возрасте пятнадцати лет певица удостоилась высокой оценки своего таланта от Аллы Борисовны Пугачёвой.
В 2012 году создала проект SanGri, где пела и играла на балалайке. Группа просуществовала пять лет, а затем распалась.
В 14 лет принимала участие в кастинге музыкального шоу «Фактор А». Училась и работала во Франции. Записывала музыкальные партии для Милен Фармер и DJ Snake. Более двух лет была бэк-вокалисткой в концертном шоу группы А'Студио с симфоническим оркестром Symphony’A.
В октябре 2018 года стала участницей седьмого сезона шоу «Голос» на Первом канале в составе команды певицы Ани Лорак.
В 2019 году сняла клип на трек «Нереальный», продюсером и режиссёром которого выступил Алексей Голубев. Летом 2020 года выпустила песню и клип «Надежда на любовь». Трек попал в ротацию «Русского радио» и в хит-парад «Золотой Граммофон», а также в эфир «Юмор FM». В этом же году выпустила дебютный альбом под названием «Надежда на любовь» в который вошли 6 треков: «Надежда на любовь», «Нереальный», «Любовь — это ты», «Прощаться не будем», «Зима» и «Любовь моя».
Рецензируя дебютный альбом, Алексей Мажаев отметил: «Саше Кругловой многое под силу, но кое-чего пока не хватает. Не будем слишком оригинальными и признаемся, что это та часть рецепта успеха, которая входит в базовые формулы: даже яркому или потенциально яркому артисту нужен цепляющий репертуар. Саша сочиняет песни, но для штурма, извините за выражение, эстрадного Олимпа она пока предпочитает покупать треки у более маститых авторов — очевидно, надеясь, что они ближе подошли к познанию секрета создания хита».
В 2021 году начала готовиться к участию в мюзикле «Эта замечательная жизнь» по мотивам одноимённого фильма Фрэнка Капры. Автором музыки к спектаклю стал сэр Пол Маккартни.

## Дискография

### Альбомы
| Оценки критиков | Оценки критиков |
| Источник        | Оценка          |
| --------------- | --------------- |
| InterMedia      | [ 13 ]          |

| Год  | Название            | Подробнее |
| ---- | ------------------- | --- |
| 2021 | «Надежда на любовь» | - Выпущен: 3 июня 2021 - Формат: цифровое скачивание - Лейбл: Первое музыкальное издательство, Warner music Russia |